# Atenova skupina

Dráhy planetek atenovy skupiny

Atenova skupina (též zkráceně ateni) je skupina planetek, jejichž dráhy protínají oběžnou dráhu Země, a jejichž oběžná doba je kratší než jeden rok. Je pojmenována po první katalogizované planetce tohoto druhu, (2062) Aten, kterou objevila E. F. Helinová 7. ledna 1976 na Observatoři Mt. Palomar.

## Charakteristika dráhy
Ateni kříží zemskou dráhu a v perihelu se dostávají ke Slunci blíže než Země, některé dokonce blíže než planeta Venuše a výjimečně (např. planetky (66391) 1999 KW4 nebo 2000 BD19) dokonce než Merkur. Velké poloosy jejich drah jsou vždy menší než 1 AU, jejich dráhy tak leží z větší části uvnitř dráhy naší Země a doba oběhu kolem Slunce je kratší než 1 rok. Vzhledem k charakteru své dráhy patří některé z nich také do kategorií potenciálně nebezpečných planetek a blízkozemních objektů.
Občas se do této skupiny zařazují i planetky ze skupiny apohelů, tedy tělesa, jejichž celá oběžná dráha leží uvnitř oběžné dráhy Země.

## Představitelé
Největší z této skupiny je planetka (2340) Hathor s průměrem přibližně 5,3 km.
Nejdéle známou planetkou tohoto typu je objekt, objevený 5. prosince 1954, který dostal předběžné označení 1954 XA, ale krátce po objevu byl ztracen. Teprve po 49 letech bylo 21. října 2003 v rámci programu LINEAR na Lincolnově observatoři v Novém Mexiku zpozorováno těleso 2003 UC20, u kterého bylo po několika dnech sledování zjištěno, že se s vysokou pravděpodobností jedná o ztracenou planetku 1954 XA.
Ze známých planetek patří do této skupiny také Zemi ohrožující (99942) Apophis. V únoru 2011 se do této třídy objektů zařadila také planetka 2011 CQ1, která při svém průletu kolem Země výrazně změnila svou dráhu a byla do skupiny Aten přesunuta z Apollonovy skupiny objektů.

## Vývoj počtu známých planetek
| Rok   | 1980 | 1990 | 1995 | 2000 | 2005 | 2010 | 2011 | 2012 | 2013 | 2014 | 2015 | 2016 | 2017 | 2018 | 2019 | 2020 | 2021 | 2022 | 2023 | 2024 | 2025 |
| ----- | ---- | ---- | ---- | ---- | ---- | ---- | ---- | ---- | ---- | ---- | ---- | ---- | ---- | ---- | ---- | ---- | ---- | ---- | ---- | ---- | ---- |
| Počet | 3    | 8    | 19   | 58   | 259  | 534  | 618  | 673  | 740  | 802  | 887  | 978  | 1136 | 1305 | 1452 | 1646 | 1892 | 2177 | 2447 | 2700 | 2956 |

Údaje platí k 1. 1. v daném roce.